# Phloeochroa polyrhabda
Phloeochroa polyrhabda är en fjärilsart som beskrevs av Turner 1935. Phloeochroa polyrhabda ingår i släktet Phloeochroa och familjen plattmalar. Inga underarter finns listade i Catalogue of Life.